# Chionaema basiflava
Chionaema basiflava är en fjärilsart som beskrevs av Rothschild 1936. Chionaema basiflava ingår i släktet Chionaema och familjen björnspinnare. Inga underarter finns listade i Catalogue of Life.